# فرانچسکا موتسیو
فرانچسکا موتسیو (ایتالیایی: Francesca Muzio؛ ‏ زادهٔ ۱۲ مه ۱۹۵۲) بازیگر اهل ایتالیا است.

## گزیدهٔ نقش‌آفرینی‌ها

### سینما
- جولیا و جولیا (۱۹۸۷)
- دخترِ خواهر (۱۹۷۴)

### تلویزیون
- جایی در آفتاب (۲۰۰۱)